# Watten (Nord)
Watten [wat] (ndl.: Waden) ist eine französische Gemeinde mit 2567 Einwohnern (Stand: 1. Januar 2022) im Département Nord in der Region Hauts-de-France. Sie gehört zum Arrondissement Dunkerque und zum Kanton Wormhout. Die Einwohner werden Wattenais(es) genannt.

## Geographie

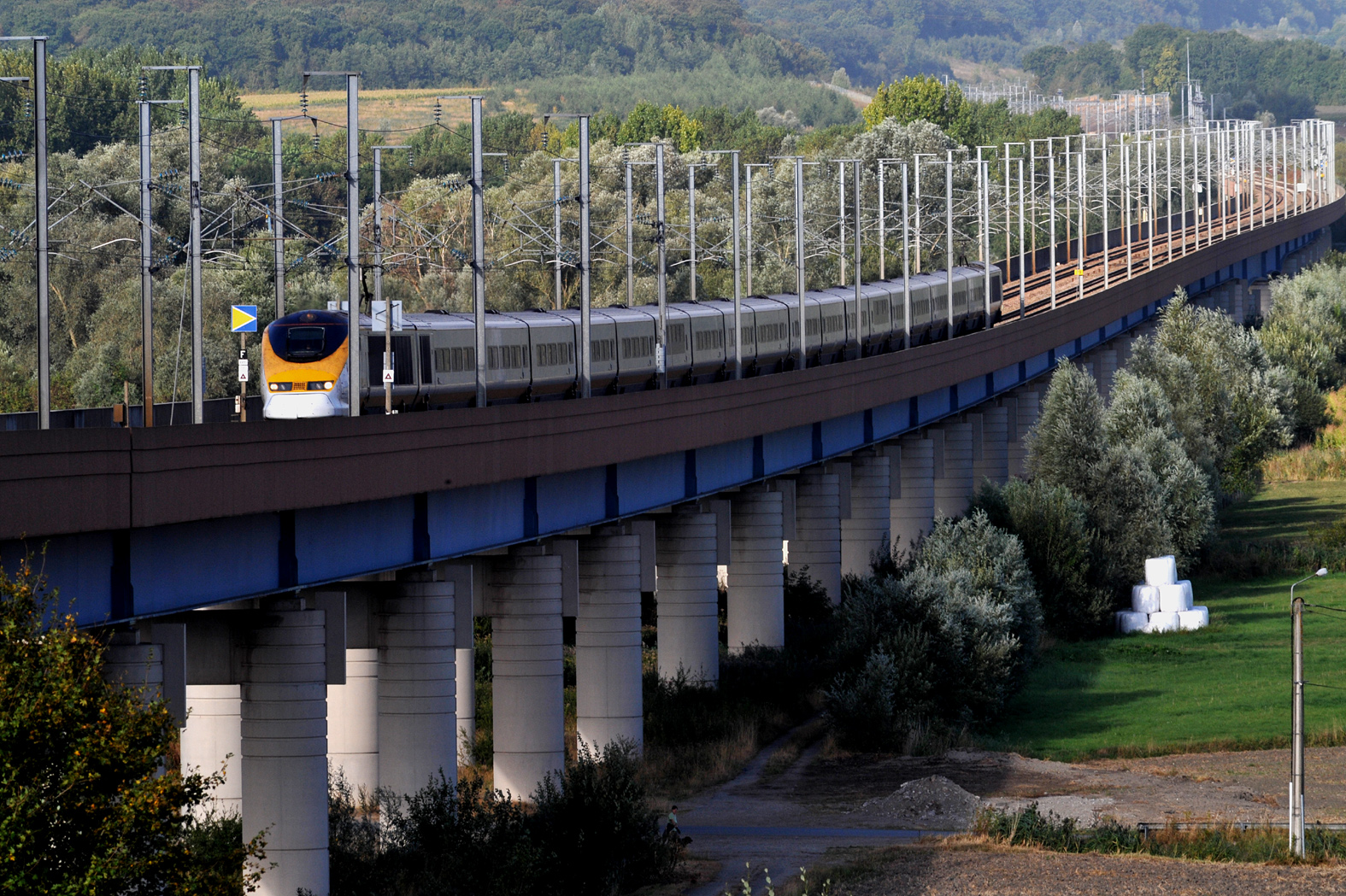
Haute-Colme-Brücke der LGV Nord

Die Gemeinde Watten liegt in Französisch-Flandern am Fluss Aa, der hier die Grenze zum Département Pas-de-Calais bildet und am Großschifffahrtsweg Dünkirchen-Schelde, hier am Canal de la Haute Colme. Die Gemeinde gehört zum Regionalen Naturpark Caps et Marais d’Opale, zwölf Kilometer nördlich von Saint-Omer und 30 Kilometer südöstlich von Calais. Umgeben wird Watten von den Nachbargemeinden Millam im Norden und Nordosten, Wulverdinghe im Osten, Saint-Momelin im Südosten und Süden, Serques im Süden und Südwesten, Houlle im Südwesten, Éperlecques im Westen sowie Holque im Nordwesten. Durch das Gemeindegebiet von Watten führt die Eisenbahn-Hochgeschwindigkeitsstrecke LGV Nord.

## Geschichte

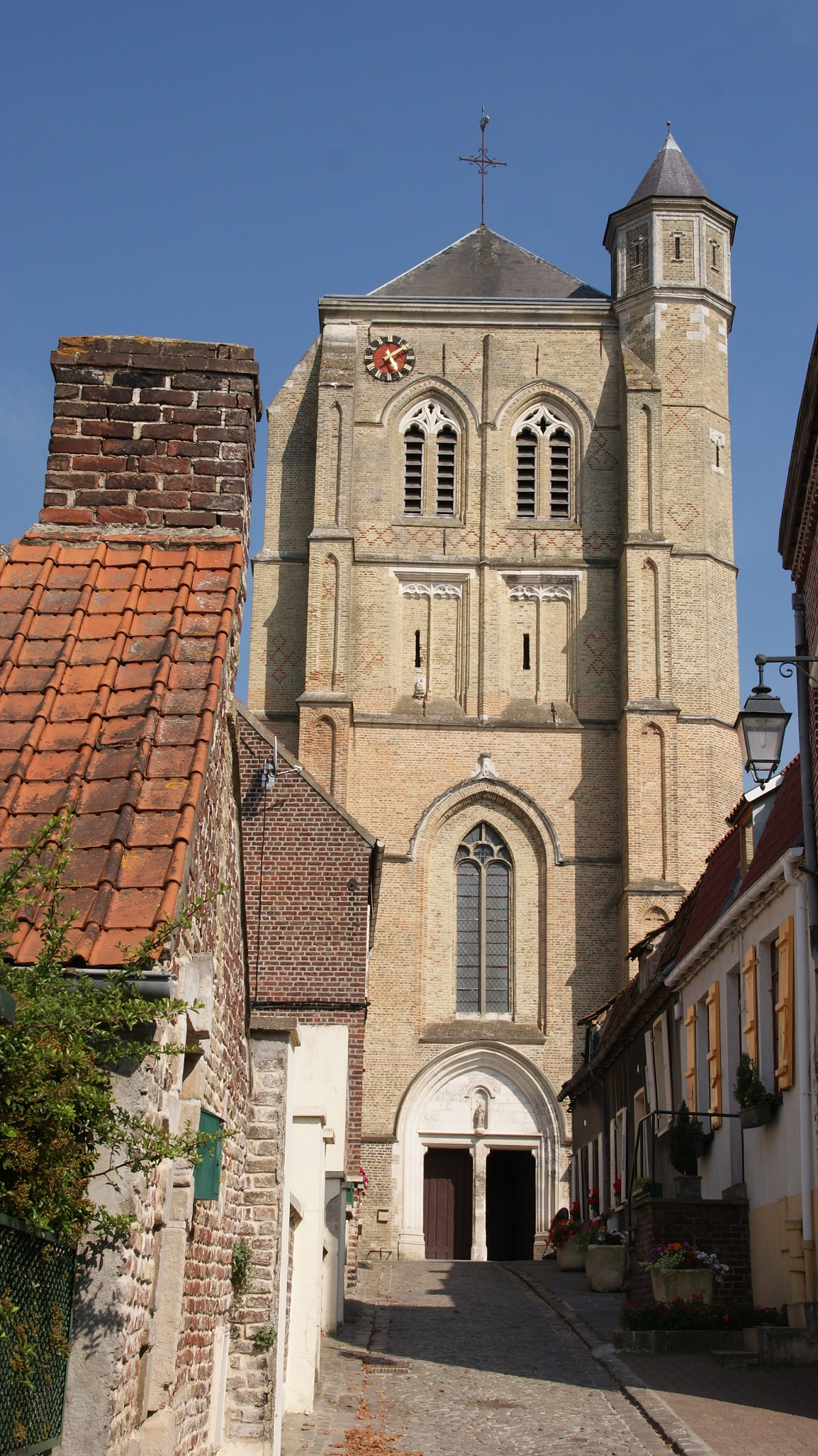
Rue de l’Église

Als Vaganum war der Ort bereits ein wichtiger strategischer Punkt für die Römer zur Befriedung der Menapier. Ab dem späten 9. Jahrhundert fielen die Normannen mehrfach ein und zerstörten die damalige Siedlung. 1072 wurde die Abtei bei Watten gegründet.

### Bevölkerungsentwicklung
| Jahr                       | 1962 | 1968 | 1975 | 1982 | 1990 | 1999 | 2011 | 2021 |
| -------------------------- | ---- | ---- | ---- | ---- | ---- | ---- | ---- | ---- |
| Einwohner                  | 3100 | 3005 | 2819 | 3235 | 3030 | 2925 | 2568 | 2577 |
| Quellen: Cassini und INSEE |      |      |      |      |      |      |      |      |

## Sehenswürdigkeiten
- Reste der Abtei Notre-Dame du Mont, im 11. Jahrhundert begründet, im 16. Jahrhundert zerstört, Turm (72 Meter) ist noch erhalten, Monument historique seit 1909
- Kirche Saint-Gilles, Monument historique
- Windmühle, Monument historique
- Ehemalige Festungsanlagen des Fort Watten
- Blockhaus d’Éperlecques, Bunkeranlage auf der Grenze zur Nachbargemeinde Éperlecques

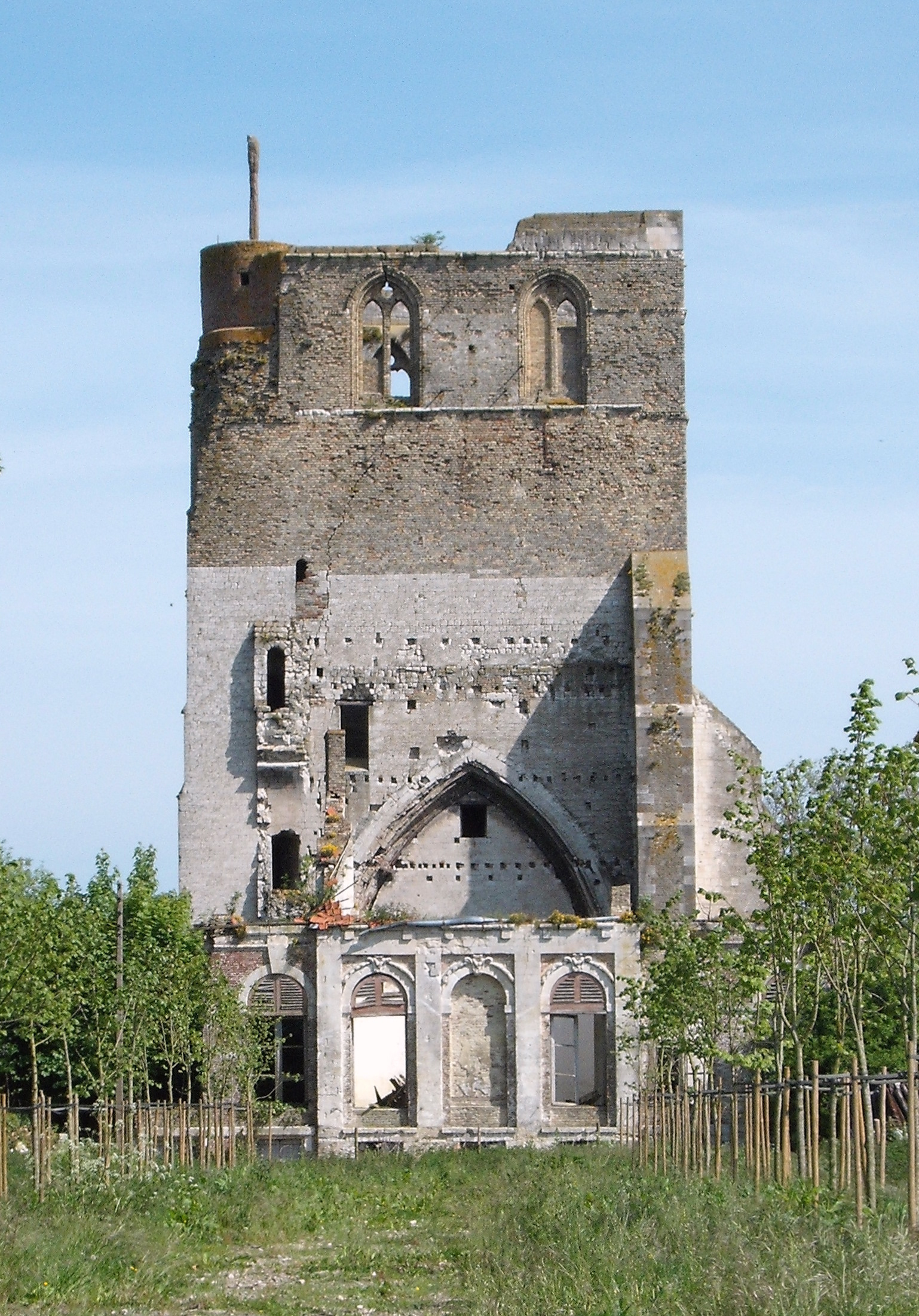
Ruinen der Abtei Notre-Dame du Mont
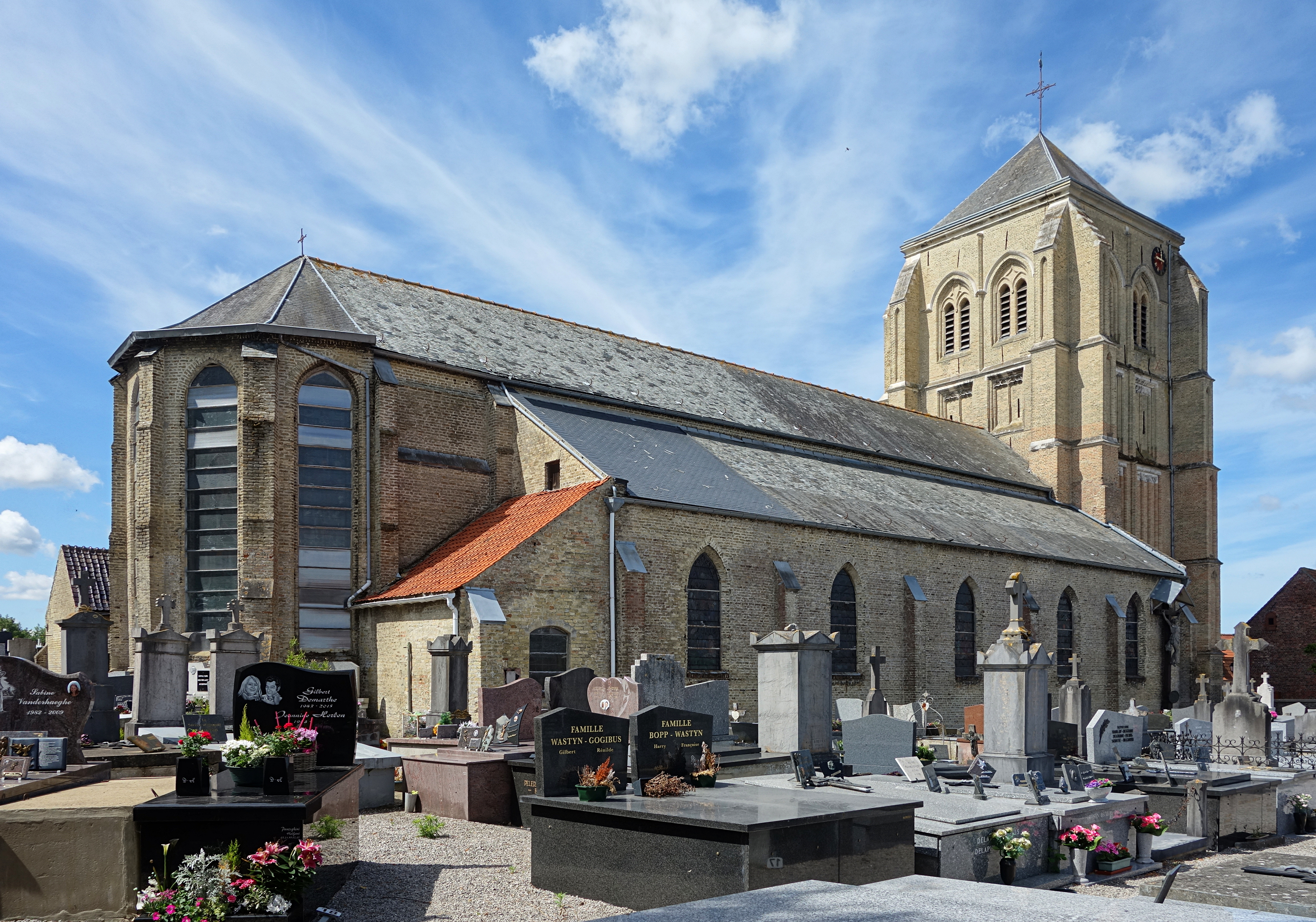
Kirche Saint-Gilles
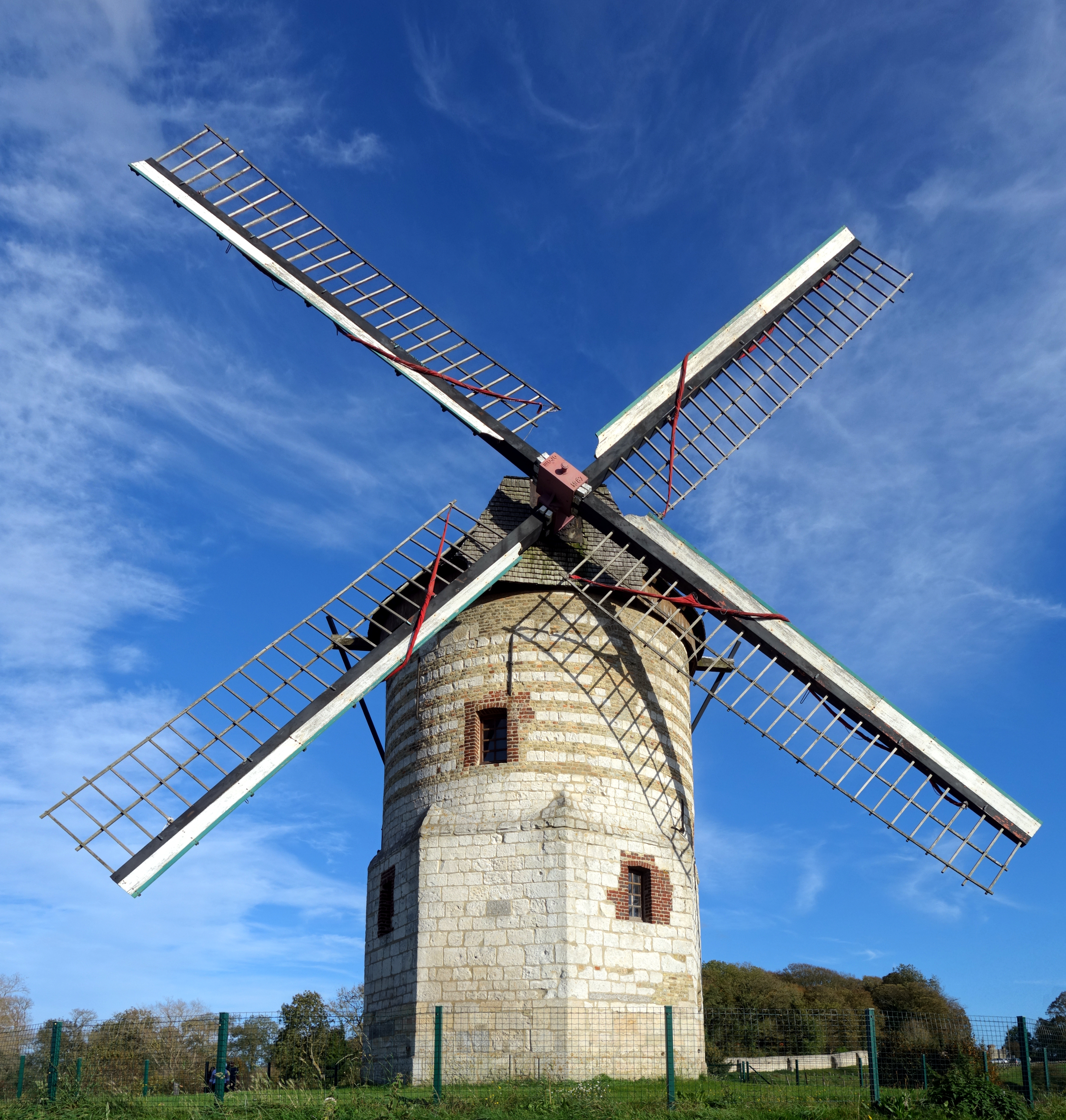
Windmühle
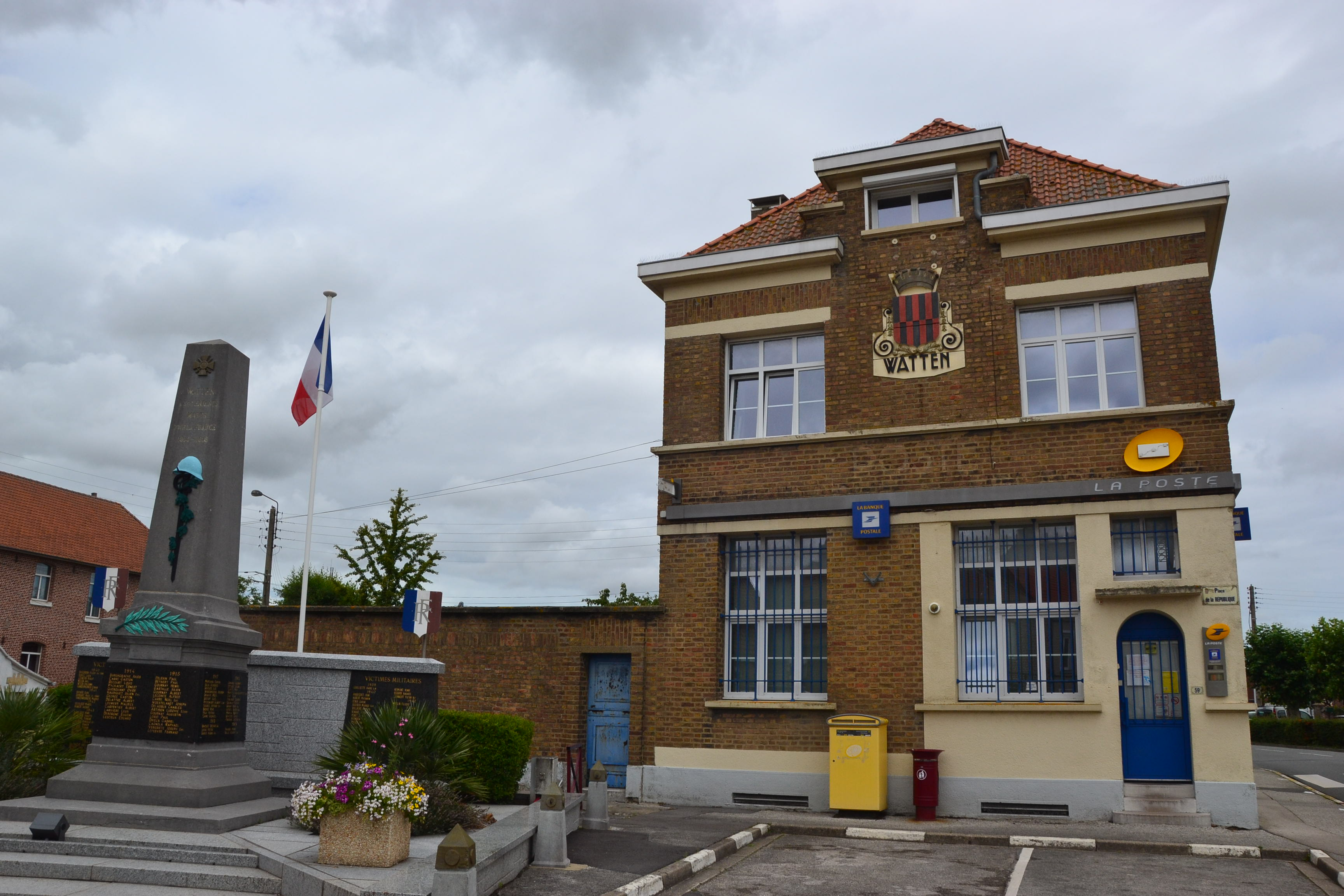
Postamt und Gefallenendenkmal

## Persönlichkeiten
- Dietrich von Elsass (1099/1101–1168), Graf von Flandern in der alten Abtei bestattet